# Acromyrmex octospinosus
Acromyrmex octospinosus är en myrart som först beskrevs av Gottfried Christian Reich 1793.  Acromyrmex octospinosus ingår i släktet Acromyrmex och familjen myror.

## Underarter
Arten delas in i följande underarter:
- A. o. cubanus
- A. o. echinatior
- A. o. ekchuah
- A. o. inti
- A. o. octospinosus
- A. o. volcanus

## Bildgalleri

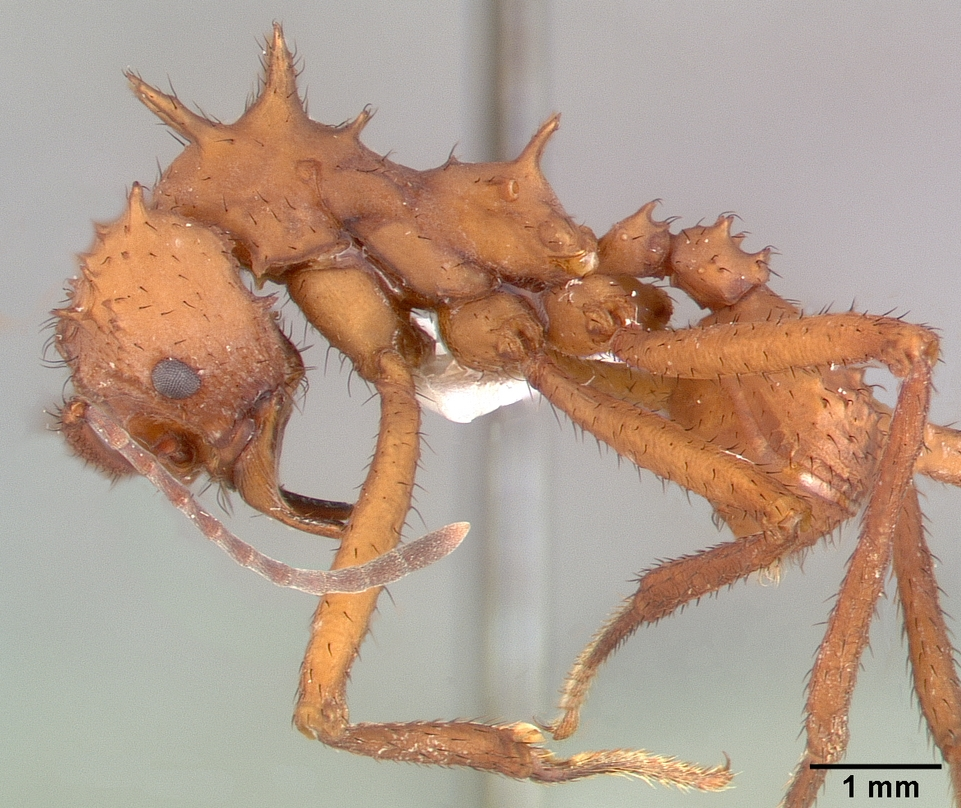
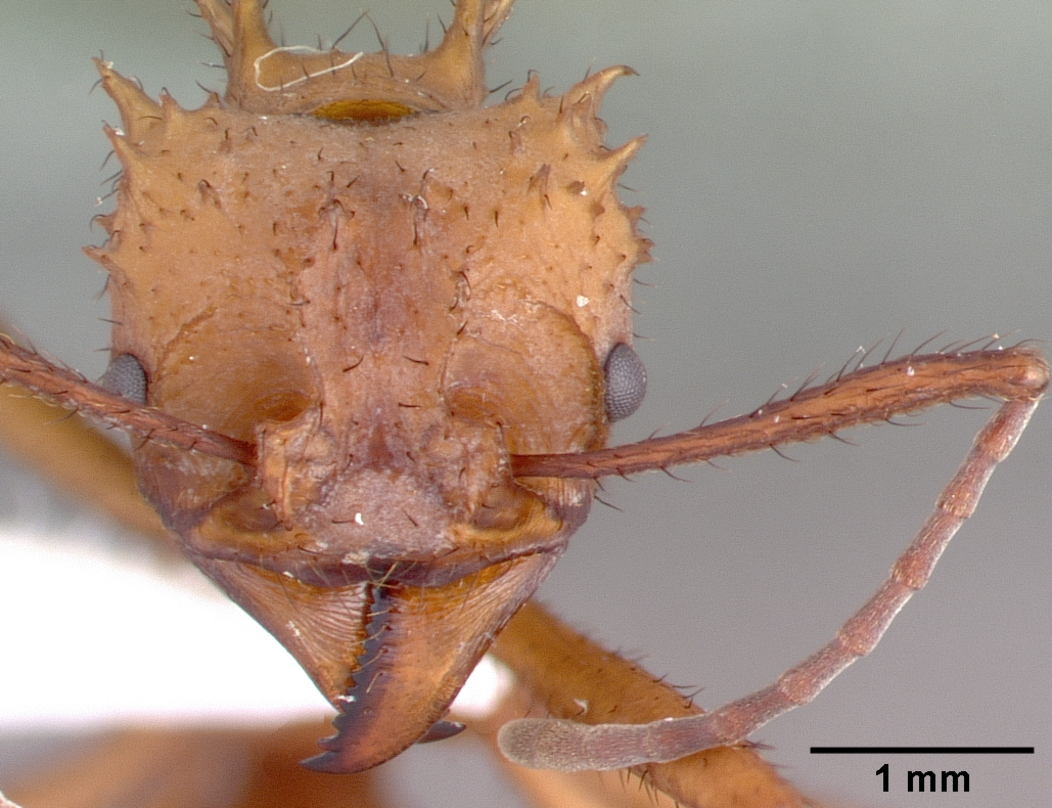